# Harfleur
Harfleur ist eine französische Stadt mit 8296 Einwohnern (Stand 1. Januar 2022) im Département Seine-Maritime in der Region Normandie. Die Bewohner werden Harfleurais und Harfleuraises oder Harfleurtois und Harfleurtoises genannt.

## Geographische Lage
Harfleur liegt in der Naturregion Pays de Caux, etwa sieben Kilometer ostnordöstlich von Le Havre und unweit der Mündung der Seine in den Ärmelkanal. Durch Harfleur fließt der Fluss Lézarde.
Umgeben wird Harfleur von den drei Nachbargemeinden:
|          | Montivilliers                               |                      |
|          | Kompassrose, die auf Nachbargemeinden zeigt |                      |
| Le Havre |                                             | Gonfreville-l’Orcher |

## Geschichte
Bei Harfleur fand sich in der Antike die Hafenstadt Caracotinum, die bedeutendste Stadt der Caleten, eines belgischen Stammes, dessen Siedlungsgebiet im Gebiet der heutigen Normandie zwischen der Küste und dem Fluss Seine lag.
Bis ins 15. Jahrhundert dann war Harfleur mit seinem Binnenhafen von großer strategischer Bedeutung. Der Hafen versandete im Laufe des 15. Jahrhunderts so weit, dass im Jahre 1517 Le Havre als Hafenstadt gegründet wurde und Harfleur den Rang ablief.
Harfleur wurde 1415 belagert und vom englischen König Heinrich V. eingenommen. 1435 wurde die Stadt wieder französisch, als während einer Erhebung gegen die Engländer die Bürger die Stadttore öffneten und die Besatzer aus der Stadt vertrieben. Karl VII. belagerte trotz des harten Winters am 8. Dezember 1449 die Hafenstadt und besiegte die Engländer endgültig am 1. Januar 1450.

## Bevölkerungsentwicklung
| Harfleur: Einwohnerzahlen von 1793 bis 2016                                                                                | Harfleur: Einwohnerzahlen von 1793 bis 2016 | Harfleur: Einwohnerzahlen von 1793 bis 2016 | Harfleur: Einwohnerzahlen von 1793 bis 2016 | Harfleur: Einwohnerzahlen von 1793 bis 2016 |
| --- | ------------------------------------------- | ------------------------------------------- | ------------------------------------------- | ------------------------------------------- |
| Jahr |                                             |                                             |                                             | Einwohner                                   |
| 1793 | 1793                                        |                                             | 1.413                                       | 1.413                                       |
| 1800 | 1800                                        |                                             | 1.776                                       | 1.776                                       |
| 1806 | 1806                                        |                                             | 1.622                                       | 1.622                                       |
| 1821 | 1821                                        |                                             | 100                                         | 100                                         |
| 1831 | 1831                                        |                                             | 1.427                                       | 1.427                                       |
| 1836 | 1836                                        |                                             | 1.583                                       | 1.583                                       |
| 1841 | 1841                                        |                                             | 1.611                                       | 1.611                                       |
| 1846 | 1846                                        |                                             | 1.586                                       | 1.586                                       |
| 1851 | 1851                                        |                                             | 1.532                                       | 1.532                                       |
| 1856 | 1856                                        |                                             | 1.708                                       | 1.708                                       |
| 1861 | 1861                                        |                                             | 1.744                                       | 1.744                                       |
| 1866 | 1866                                        |                                             | 1.966                                       | 1.966                                       |
| 1872 | 1872                                        |                                             | 1.847                                       | 1.847                                       |
| 1876 | 1876                                        |                                             | 2.073                                       | 2.073                                       |
| 1881 | 1881                                        |                                             | 2.210                                       | 2.210                                       |
| 1886 | 1886                                        |                                             | 2.467                                       | 2.467                                       |
| 1891 | 1891                                        |                                             | 2.307                                       | 2.307                                       |
| 1896 | 1896                                        |                                             | 2.340                                       | 2.340                                       |
| 1901 | 1901                                        |                                             | 2.686                                       | 2.686                                       |
| 1906 | 1906                                        |                                             | 3.118                                       | 3.118                                       |
| 1911 | 1911                                        |                                             | 3.320                                       | 3.320                                       |
| 1921 | 1921                                        |                                             | 4.675                                       | 4.675                                       |
| 1926 | 1926                                        |                                             | 5.080                                       | 5.080                                       |
| 1931 | 1931                                        |                                             | 5.012                                       | 5.012                                       |
| 1936 | 1936                                        |                                             | 5.028                                       | 5.028                                       |
| 1946 | 1946                                        |                                             | 5.103                                       | 5.103                                       |
| 1954 | 1954                                        |                                             | 7.495                                       | 7.495                                       |
| 1962 | 1962                                        |                                             | 9.262                                       | 9.262                                       |
| 1968 | 1968                                        |                                             | 9.872                                       | 9.872                                       |
| 1975 | 1975                                        |                                             | 10.102                                      | 10.102                                      |
| 1982 | 1982                                        |                                             | 9.703                                       | 9.703                                       |
| 1990 | 1990                                        |                                             | 9.180                                       | 9.180                                       |
| 1999 | 1999                                        |                                             | 8.517                                       | 8.517                                       |
| 2006 | 2006                                        |                                             | 8.204                                       | 8.204                                       |
| 2011 | 2011                                        |                                             | 8.197                                       | 8.197                                       |
| 2016 | 2016                                        |                                             | 8.409                                       | 8.409                                       |
| Quelle(n): EHESS/Cassini bis 1999, INSEE ab 2006 Anmerkung(en): Ab 1962 offizielle Zahlen ohne Einwohner mit Zweitwohnsitz |                                             |                                             |                                             |                                             |

## Sehenswürdigkeiten
- Die Pfarrkirche Saint-Martin wurde Ende des 15. Jahrhunderts (Portal und Turm) und Anfang des 16. Jahrhunderts (Kapelle Notre-Dame-de-Pitié) erbaut. Das Westportal wurde 1630 von Jean Lebosqué, Maurermeister in Le Havre, mit dem Wappen der Stadt und der Abtei von Montivilliers gestaltet. Im 19. Jahrhundert wurde die Kirche umgestaltet und restauriert. Im Jahr 1862 schuf Drouin, ein Glasmachermeister in Rouen, Glasdächer für die Kapellen Saint-Sacrement und Notre-Dame-de-Pitié. Im Jahr 1880 wurde die Sakristei gebaut. Bei der Explosion der pyrotechnischen Fabrik im Jahr 1915 wurden einige Fenster der Kirche zerstört, darunter auch das Marraine-Fenster, das durch das Fenster der Jungfrau von Drouin ersetzt wurde. 1943 beschädigte eine in der Nähe der Kirche explodierende Bombe die Glasdächer. Die Verformung der Stützen nahm zu und 1944 stürzte der Glockenturm während der Befreiungskämpfe zur Hälfte ein. Die Restaurierungsarbeiten dauerten bis 1964, die Kirche befindet sich jedoch in einem sehr schlechten Zustand. 1978 wurde die Predigtkanzel der Kapelle des Allgemeinen Krankenhauses von Le Havre wieder an der Ostwand aufgestellt. Im Jahr 1996 wurde unter dem Portal von 1630 ein Fragment des Portals aus dem 15. Jahrhundert entdeckt. Die Kirche ist seit 1840 als Monument historique klassifiziert.
- Im Jahr 1677 war Auquebosc ein Lehen eines Valvassors, das zur Kastellanei Saint-Martin d’Harfleur gehörte. Das Herrenhaus wurde im 17. Jahrhundert erbaut.
- Das Schloss datiert aus dem 17. Jahrhundert und ist seit 1926 als Monument historique eingeschrieben. Im Jahr 1636 erwirkte Pierre Costé sieur de Saint-Supplix von Ludwig XIII. die Übertragung eines Teils der alten Stadtmauer und Gräben zwischen dem Tor Montivilliers und dem Turm hinter dem Pfarrhaus. Im Jahr 1653 erwarb er von Charles de la Tour, dem Priester von Harfleur, „den Hof, die Scheunen, die Ställe des Pfarrhauses, Rue Notre-Dame, gegenüber dem Chor der Kirche, der zu den Gräben führt“. Auf diesem riesigen Anwesen baute er ein Schloss. Im Jahr 1657 erhielt er die Errichtung der Domäne als Lehen unter dem Namen Saint-Martin de Harfleur. Das Gebäude dient heute als Rathaus.
- Musée Du Prieuré, Museum der Archäologie und Geschichte, wurde im 15. Jahrhundert als Herberge errichtet. Fassaden und Dächer sind seit 1959 als Monument historique klassifiziert.
- Die Artilleriebatterie mit einer Kasematte für eine 47-mm-Panzerabwehrkanone wurde 1944 von der Wehrmacht in Erwartung des Angriffs der Alliierten auf Le Havre von der Hochebene aus gebaut. Die deutsche Armee wehrte dort Angriffe der Alliierten ab und verzögerte so die Kapitulation der Festung Le Havre. Sie liegt an der Nationalstraße und besteht aus drei einfachen Unterständen, von denen zwei über eine in die Böschung eingelassene Schussplattform verfügen, die in der Festung einzigartig ist.
- Reste der Porte de Rouen aus dem 14. Jahrhundert

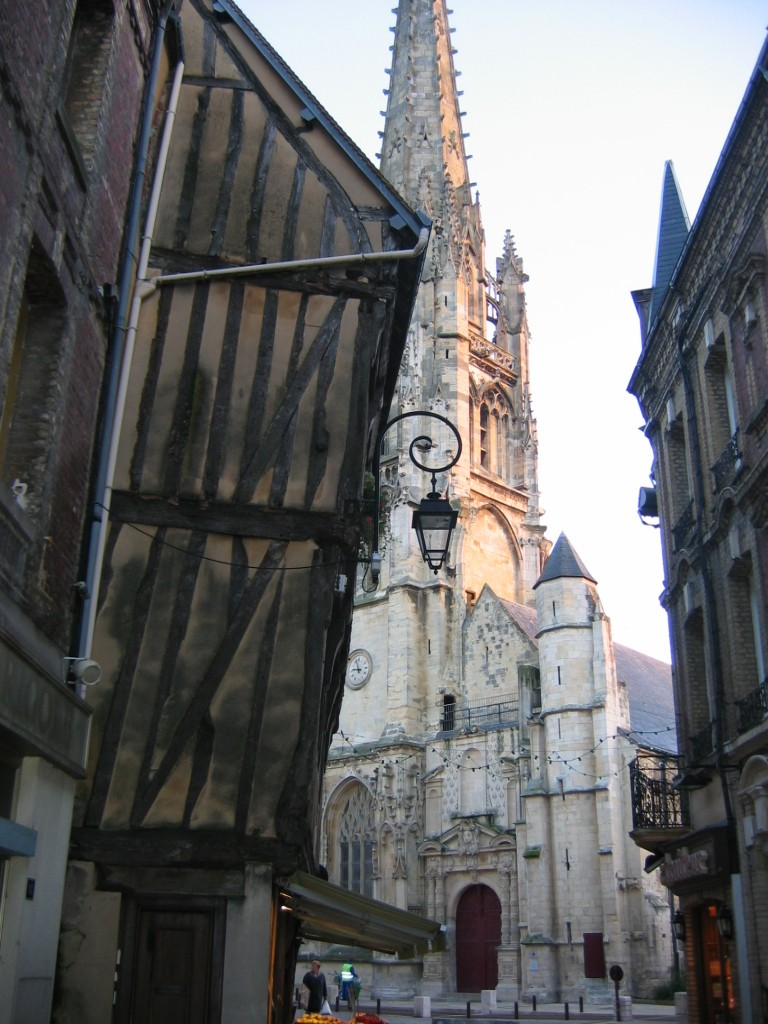
Pfarrkirche Saint-Martin
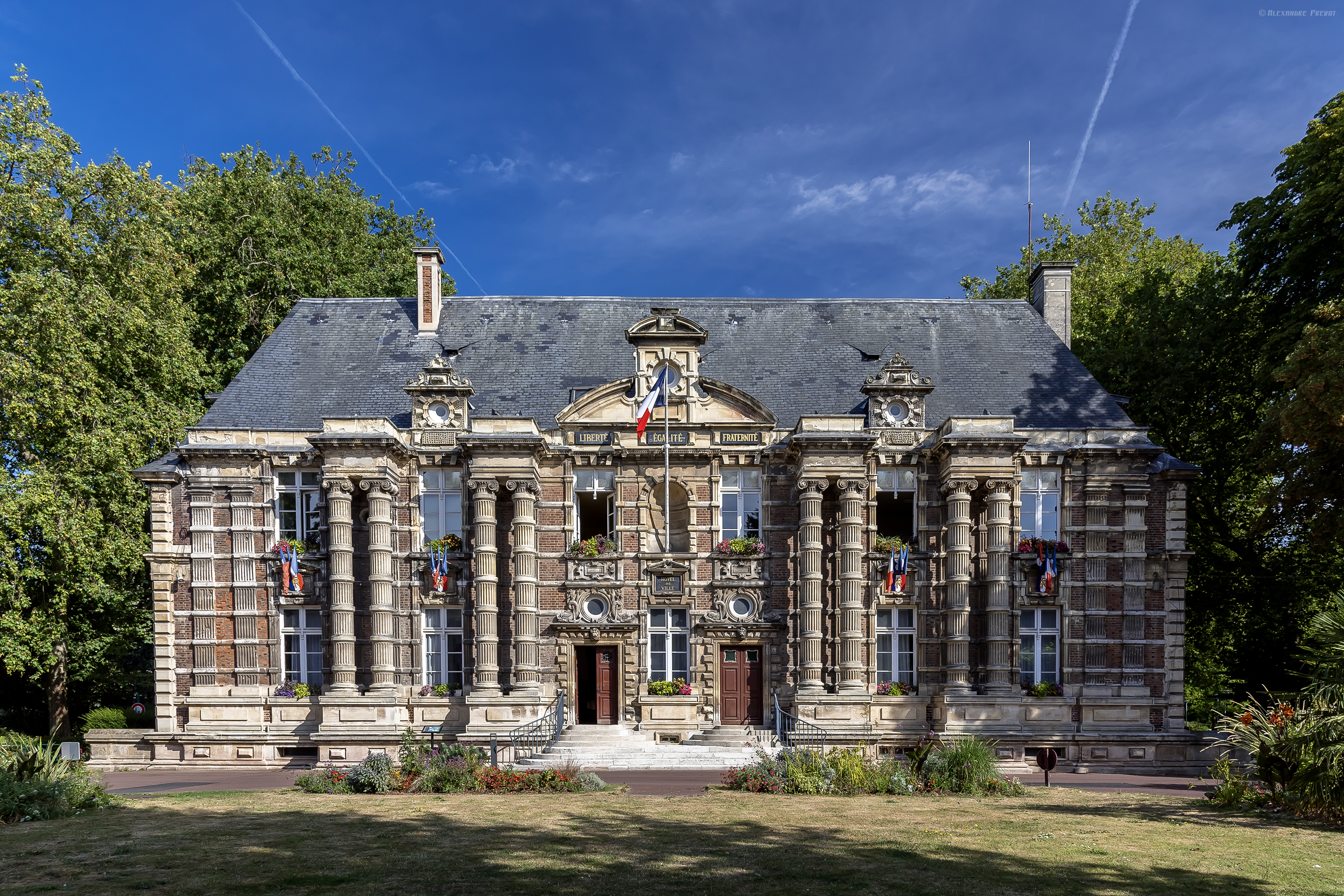
Früheres Schloss, heute Rathaus (Hôtel de ville)
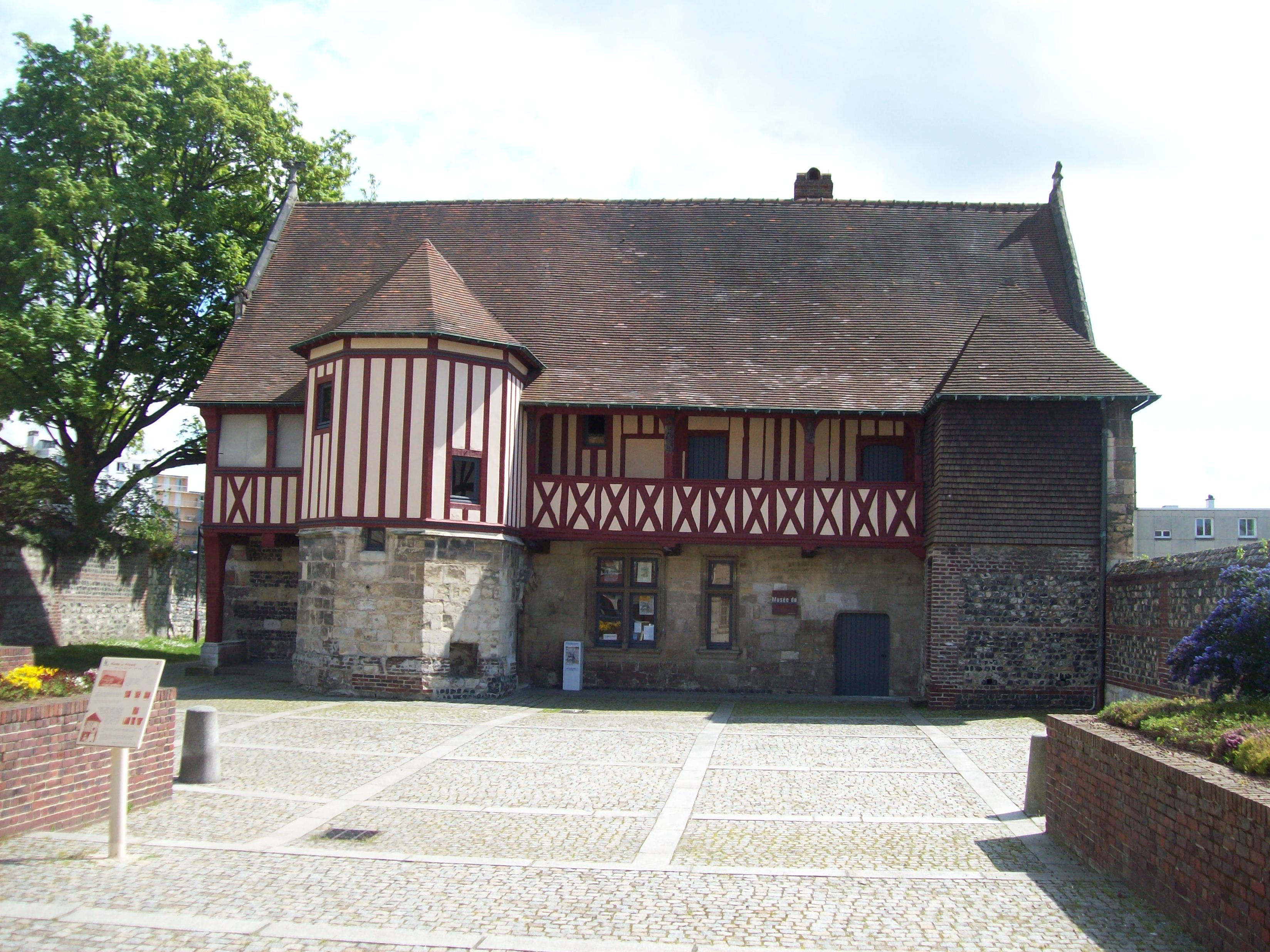
Musée Du Prieuré
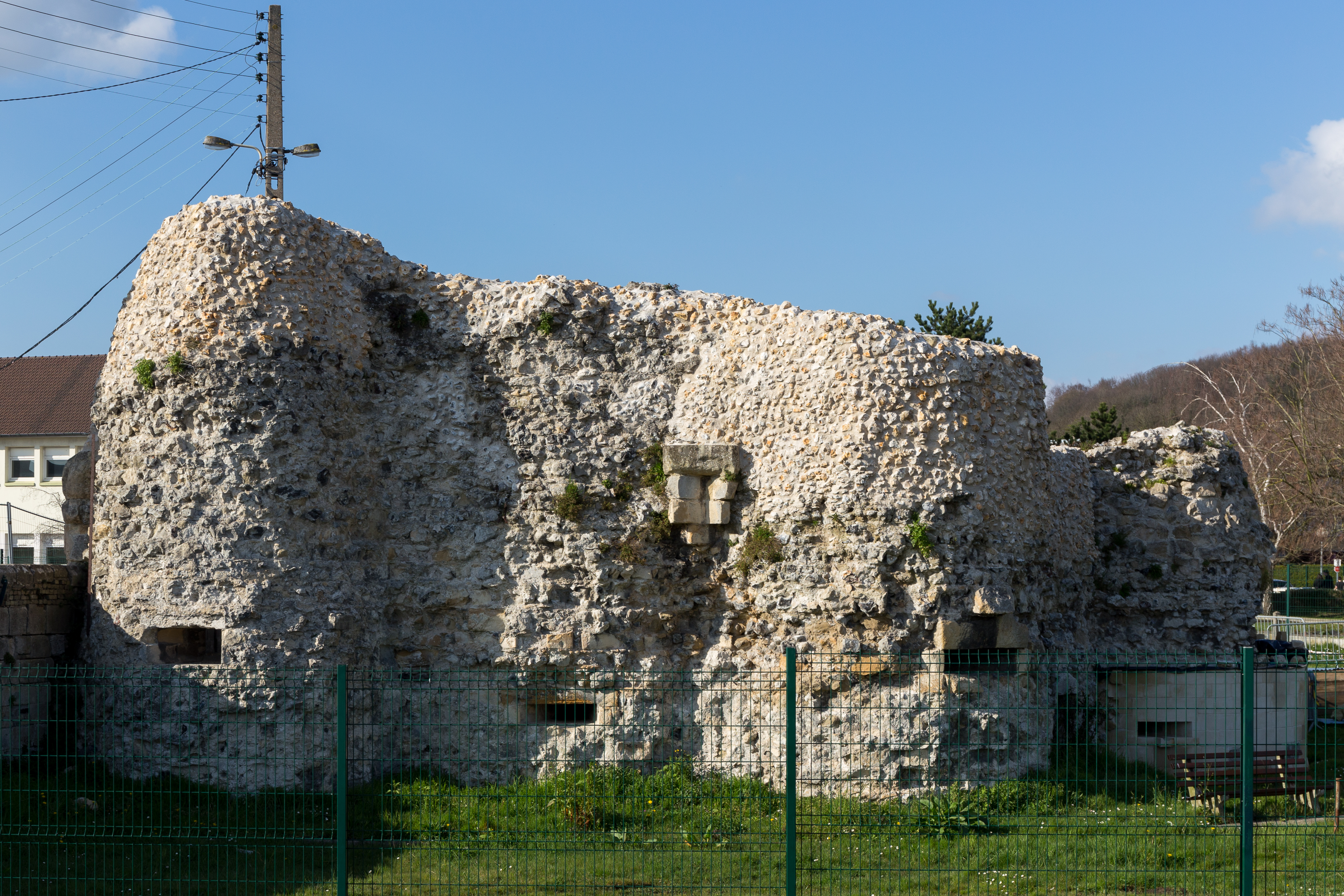
Reste der Porte de Rouen

## Städtepartnerschaften
Harfleur pflegt Partnerschaften mit den deutschen Gemeinden Bramsche in Niedersachsen und Lindow in Brandenburg sowie mit der westafrikanischen Gemeinde Rollo (Burkina Faso).

## Persönlichkeiten
- Théodore Edmond Dupuis (1833–1911), Seeoffizier und Flottillenadmiral
- Georges Buchard (1893–1987), Degen-Fechter
- Albert Brenet (1903–2005), Maler
- Grégory Anquetil (* 1970), Handballspieler
- David Auradou (* 1973), Rugbyspieler
- Vikash Dhorasoo (* 1973), Fußballspieler
- Frédéric Maurin (* 1976), Fusionmusiker und Bigband-Leader
- Henri Herbert (* 1985), Pianist, Sänger und Songwriter
- Charles N’Zogbia (* 1986), Fußballspieler